# Léon-Paul Fargue
Pour les articles homonymes, voir Fargue.
Léon-Paul Fargue, né le 4 mars 1876 à Paris et mort le 24 novembre 1947 dans la même ville, est un poète et écrivain français.

## Biographie
Léon-Paul Fargue naît le 4 mars 1876 dans le 1er arrondissement de Paris. Fils naturel de Léon Fargue (1849-12 août 1909), ingénieur de l'École centrale, et de Marie Aussudre (1842-21 avril 1935), couturière, Fargue ne fut reconnu par son père que tardivement. Cette circonstance influa notablement sur son existence et peut être à l'origine de sa mélancolie chronique et de sa sensibilité exacerbée.
Il est le petit-fils de l'ingénieur hydrologue Louis Fargue.
Après des études secondaires brillantes au lycée Rollin, où il a pour professeurs Mallarmé, Émile Faguet et Valentin Parisot, il entre en 1891 avec Alfred Jarry en khâgne au lycée Henri-IV, où ils suivent, dans des classes différentes, les cours de Bergson. Il déçoit les attentes de sa famille qui le souhaitait normalien en choisissant la poésie, tout en étant sensible à la peinture et au piano. Jarry et lui écrivent, par le biais de Louis Lormel, dans la revue L'Art littéraire en décembre 1893, dans laquelle Fargue publia également un avant-goût de son Tancrède. C'est aussi là qu'il rencontra Fabien Launay et ses amis.

De 1904 à 1907, il fait partie du « groupe de Carnetin », du nom d'une maison sur la Marne, près de Lagny, louée avec Francis Jourdain, Charles-Louis Philippe, Marguerite Audoux, Léon Werth et d'autres.

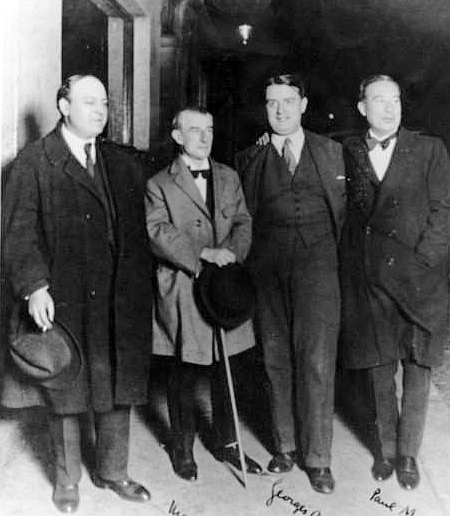
De gauche à droite : Léon-Paul Fargue avec Maurice Ravel, Georges Auric et Paul Morand en 1927.

Il s'introduit rapidement dans les salons littéraires, notamment grâce à Henri de Régnier, aux « mardis » de Mallarmé où il rencontre l'élite intellectuelle et artistique du début du siècle : Paul Valéry, Marcel Schwob, Paul Claudel, Claude Debussy, André Gide. Il fut membre du cercle dit des Apaches (1902-1914) et se lia d'amitié avec Maurice Ravel qui lui dédicacera le premier mouvement Noctuelles de sa pièce Miroirs (1904-1905) et qui mettra plus tard en musique son poème Rêves (1927).
Il fonde, en 1924, avec Larbaud et Valéry la revue Commerce.
Après quelques poèmes publiés en 1894, il donne Tancrède en 1895 (incipit : « Il était plusieurs fois un jeune homme si beau que les femmes voulaient expressément qu'il écrivît. »), Poèmes en 1912 et Pour la musique en 1914.

Fargue s'exprime le plus souvent en vers libres, voire en prose, dans un langage plein de tendresse et de tristesse, sur des sujets simples, parfois cocasses (il a parfois été comparé au photographe Robert Doisneau), plus rarement onirique (Vulturne en 1928). Parisien amoureux de sa ville (D'après Paris, 1932 ; Le Piéton de Paris, 1939), il écrit aussi la solitude oppressante noyée dans la nuit et l'alcool (Haute solitude, 1941). Il est également un chroniqueur de la société parisienne (Refuges, Déjeuners de soleil 1942, La Lanterne magique 1944). Enfin, il créa de multiples contrepèteries : l'« archivaste paléogriffe », le « diplotame » ou « du Jardin des gnolles à Batiplantes ».

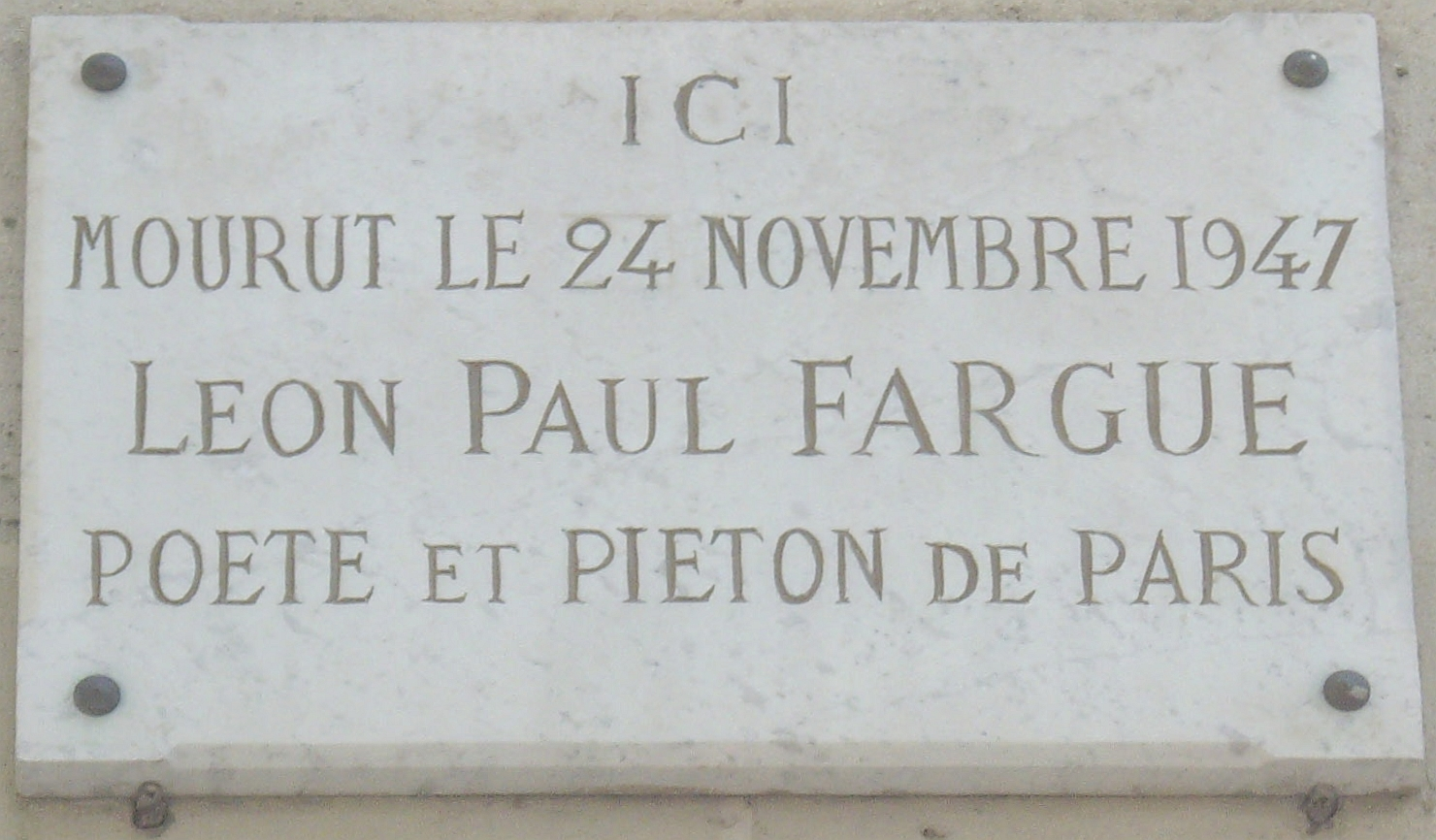
Plaque commémorative sur le dernier domicile parisien de Léon-Paul Fargue, au no 1 de la place qui porte désormais son nom.

Il a intégré l'Académie Mallarmé en 1937. En revanche, il fut le 4 avril 1946, candidat malheureux à l'Académie française, au siège d'Abel Bonnard radié pour collaboration, face à Jules Romains.

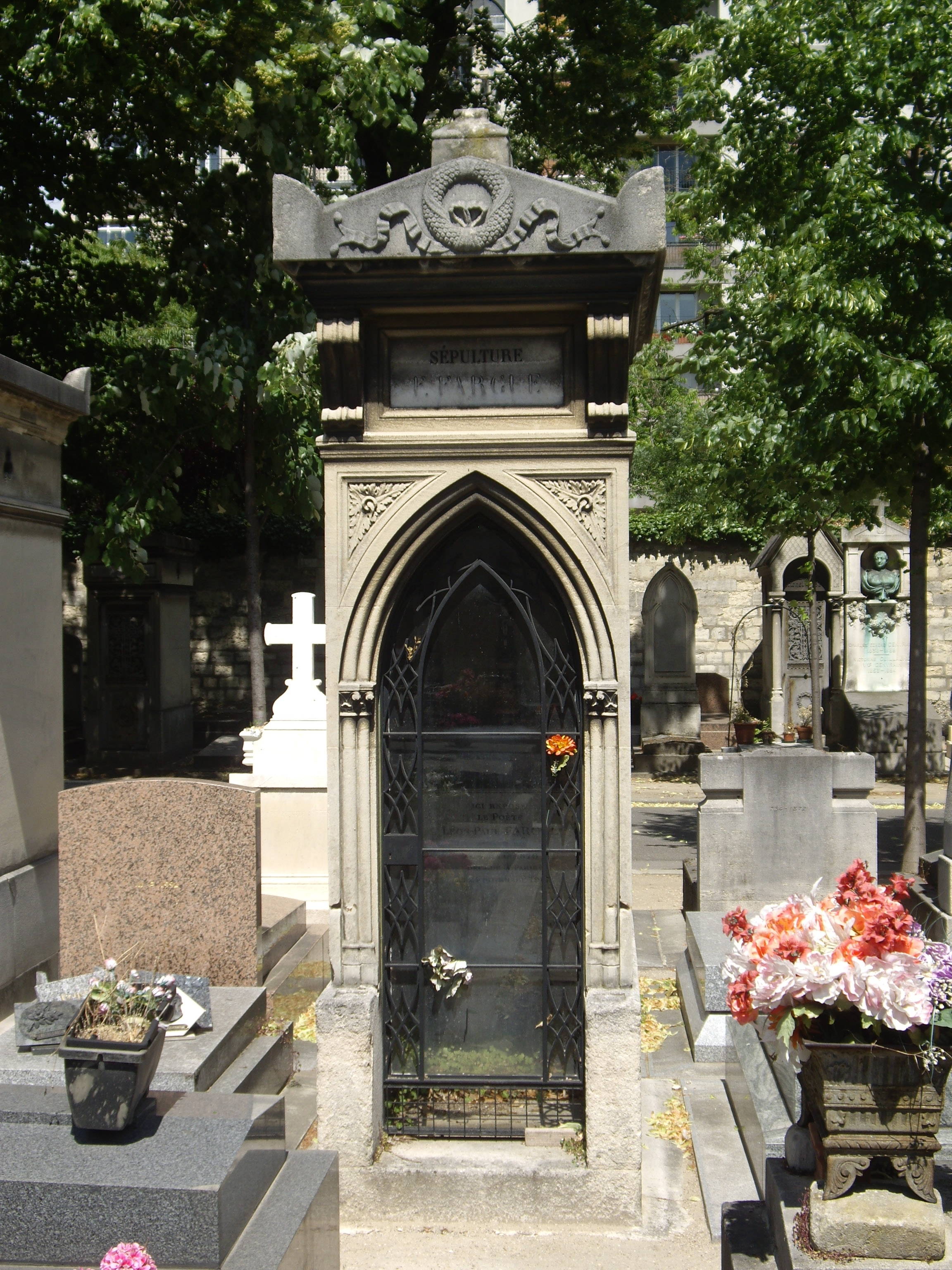
Tombe de Léon-Paul Fargue au cimetière du Montparnasse (division 18).

Léon-Paul Fargue est victime d'un accident vasculaire cérébral qui va le rendre hémiplégique en 1943 au cours d’un déjeuner parisien au restaurant Le Catalan, 25 rue des grands Augustins, avec Pablo Picasso et Katherine Dudley,.
Cloué par la paralysie au 1 boulevard du Montparnasse, domicile de Chériane, sa femme peintre rencontrée en 1939 et épousée en 1946, il y garde cependant une activité littéraire intense jusqu'à sa mort, le 24 novembre 1947. Le carrefour au pied de l’immeuble s'appelle, depuis un arrêté du 26 juin 1957, place Léon-Paul-Fargue dans le 6e arrondissement de Paris.
Il est inhumé à Paris, dans la chapelle familiale du cimetière du Montparnasse (division 18).

## Iconographie
Une chorodie en l'honneur de Léon-Paul Fargue a été écrite par le poète Jean-Louis Vallas en 1938.
Une médaille à l'effigie de Léon-Paul Fargue a été réalisée par le graveur Raymond Corbin en 1947, quelques jours avant la mort du poète. Un exemplaire en est conservé au musée Carnavalet (ND 1104).
Un portrait de Léon-Paul Fargue par Raymond Woog est conservé au Musée Carnavalet.
André Dunoyer de Segonzac, qui a illustré Côtes rôties, a gravé plusieurs portraits de Léon-Paul Fargue qui furent exposés entre autres à l'exposition rétrospective de l'œuvre de Dunoyer de Segonzac en 1958 à la Bibliothèque nationale de France.

## Œuvres

### Poésie
- Tancrède (première publication en 1895 dans la revue Pan)
- Poèmes (Premier cahier), Nancy, Royer, 1907
- Poèmes, Paris, NRF-Marcel Rivière & Cie, 1912, lire en ligne sur Gallica
- Pour la musique, Paris, NRF, 1914
- Poëmes suivis de Pour la musique, Paris, NRF, 1919
- Banalité, Paris, NRF, 1928, lire en ligne sur Gallica

— Banalité, Paris, NRF, 1930, photographies de Fabien Loris et de Roger Parry
- Vulturne, Paris, NRF, 1928, lire en ligne sur Gallica
- Suite familière, Paris, Émile-Paul, 1928

— Suite familière, Paris, NRF, 1929, lire en ligne sur Gallica
- Sur un piano bord, Paris, NRF, 1928
- Épaisseurs, Paris, NRF, 1928, lire en ligne sur Gallica
- Sous la lampe, Paris, NRF, 1929
- Espaces, Paris, NRF, 1929
- Ludions, Paris, J.-O. Fourcade, 1930
- D'après Paris, avec des gravures de Jean-Louis Boussingault, Paris, Librairie de France, 1931

— D'après Paris, Paris, NRF, 1931 (prix de La Renaissance 1932) lire en ligne sur Gallica
- Haute solitude, Paris, Émile-Paul, 1941 ; rééd. Paris, Gallimard, coll. « L'imaginaire », 1982
- Trois poèmes, Paris, Textes Prétextes, 1942
- Pour la musique, Tancrède suivi de Ludions, Paris, Gallimard, 1943
- Poésies Paris, Gallimard, coll. « Soleil », 1963, (préface de Saint-John Perse)
- Poésies suivi de Pour la musique, Tancrède, Ludions, Paris, Gallimard, coll. « Poésie/Gallimard », 1967 (préface d'Henri Thomas)
- Épaisseurs suivi de Vulturne, Paris, Gallimard, coll. « Poésie/Gallimard », 1971 (préface de Jacques Borel)

### Chroniques, essais
- Le Piéton de Paris, Paris, Gallimard, 1939 ; rééd. Paris, Gallimard, coll. « L'imaginaire » (suivi de D'après Paris), 1993
- Déjeuners de soleil, Paris, Gallimard, 1942 ; rééd. Gallimard, coll. « L'imaginaire », 2016
- Refuges, Paris, Émile-Paul, 1942, rééd. Paris, Gallimard, coll. « L'imaginaire », 1998
- Bagatelle sur la beauté, 1943
- Lanterne magique, Marseille, Robert Laffont, 1944 ; rééd. Seghers, 2015
- Composite (avec André Beucler), Paris, O.C.I.A., 1944 ; rééd. Paris, Gallimard, 2013 (préface de Pierre Loubier)
- De la mode, illustration de Chériane, Paris, Éditions Littéraires de France, 1945
- Méandres, Genève, Milieu du monde, 1946 ; rééd. Gallimard, coll. « L'imaginaire », 1999
- Poisons, Paris, Daragnès, 1946 ; rééd. Le Temps qu'il fait, 1992
- Portraits de famille, Paris, Janin, 1947 ; rééd. Paris, Fata Morgana, 1987
- Cirque, texte pour la suite de vingt-cinq gravures originales de Gabriel Zendel, édité aux dépens de Gabriel Zendel, 1947
- Hernando de Bengoechea ou l'âme d'un poète, Paris, Amiot-Dumont, 1948
- Les grandes heures du Louvre, Paris, Les deux Sirènes, 1948
- Etc….,  Genève, Milieu du monde, 1949 ; rééd. Paris, Gallimard, 1999
- Maurice Ravel, Paris, Domat, 1949 ; rééd. Paris, Fata Morgana, 2008
- Les XX arrondissements de Paris, Lausanne, Vineta, 1951 ; rééd. Paris, Fata Morgana, 2011
- Dîners de lune, Paris, Gallimard, 1952 ; rééd. Gallimard, coll. « L'imaginaire », 1997
- Pour la peinture, Paris, Gallimard, 1955
- Vivre ensemble, Cognac, Le Temps qu'il fait, 1992
- Première vie de Tancrède, Fata Morgana, 2001
- Marie Pamelart ou La rue Lepic, Montpellier, Fata Morgana, 2003
- Charme de Paris, Montpellier, Fata Morgana, 2003
- Un désordre familier, Montpellier, Fata Morgana, 2003
- Fantôme de Rilke, Montpellier, Fata Morgana, 2007
- Merveilles de Paris, Montpellier, Fata Morgana, 2009
- Autre piéton : Rêveries d'une mémoire solitaire, Montpellier, Fata Morgana, 2010
- Passants considérables,Montpellier, Fata Morgana, 2012
- Paris contrastes, Montpellier, Fata Morgana, 2014
- Boussoles particulières, Montpellier, Fata Morgana, 2014
- Mon Quartier et autres lieux parisiens, Paris, Folio, 2017
- L'Esprit de Paris, éditions du Sandre, 2020
- Paris, Seine[12], illustrations de Philippe Hélénon, Fata Morgana, 2022

### Correspondance
- Valery Larbaud et Léon-Paul Fargue, Correspondance 1910-1946, présentée par Th. Alajouanine, Paris, Gallimard, 1971
- André Beucler et Léon-Paul Fargue, Correspondance 1927-1945, présentée par Bruno Curatolo, Paris, Presses universitaires de Paris Ouest, 2014
- Maurice Ravel, L'intégrale : Correspondance (1895-1937), écrits et entretiens : édition établie, présentée et annotée par Manuel Cornejo, Paris, Le Passeur Éditeur, 2018 (ISBN 2-36-890577-4, BNF 45607052)Contient 9 correspondances de Ravel à Fargue (1905-1928) et 5 correspondances de Fargue à Ravel (1908-1930)

### Préfaces
- Préface à Règles du savoir vivre à l'usage d'un jeune Juif de mes amis d'André Weil-Curiel, éditions du Myrte, Paris, 1945; republication aux éditions Fario, collection Théodore Balmoral (avec une note bio-bibliographique de Thierry Bouchard), mars 2023.

## Archives
De nombreux documents manuscrits concernant Léon-Paul Fargue sont conservés au cabinet des manuscrits de la Bibliothèque royale de Belgique, dans un fonds qui porte son nom et regroupés sous la cote KBR Ms. FS XXXVI. Le fonds est constitué notamment de lettres de ses parents, de correspondances avec Alfred Jarry et André Breton et lors de son service militaire, de cartes postales, de photographies et de manuscrits de l'auteur.

## Prix de poésie Léon-Paul Fargue
En 2021, la Mairie du 15e arrondissement de Paris et l’association Poésie et Chanson Sorbonne créent le Prix de poésie Léon-Paul Fargue. Le Prix Léon-Paul Fargue est parrainé par une personnalité du monde littéraire accompagnée d’un jury de professionnels du monde de l’édition, du théâtre et de la presse.
Il récompense chaque année une interprétation poétique ainsi qu'un prix de l'ouvrage poétique.
Le Jury 2021 est composé des personnalités suivantes : Pierre Aussedat, Adeline Baldacchino, Laurence Bouvet, Maïa Brami, Sylvestre Clancier, Lou Gala, François-Éric Gendron, Frédéric Jacquot, Viktor Lazlo, François-Xavier Maigre, Étienne Orsini, André Prodhomme, Maïra Schmitt, Matthias Vincenot.

### Filmographie
- Jérôme Prieur, Léon-Paul Fargue, Souvenirs d'un fantôme, film documentaire pour la série « Un siècle d'écrivains », INA, 1996, avec la participation de Serge Beucler, Gisèle Freund, Pierre-André May.